# Pégomas
Pégomas là một xã ở tỉnh Alpes-Maritimes, vùng Provence-Alpes-Côte d'Azur ở đông nam nước Pháp.

## Khí hậu
| Dữ liệu khí hậu của Pégomas (1991–2020 normals, extremes 2010–present) | Dữ liệu khí hậu của Pégomas (1991–2020 normals, extremes 2010–present) | Dữ liệu khí hậu của Pégomas (1991–2020 normals, extremes 2010–present) | Dữ liệu khí hậu của Pégomas (1991–2020 normals, extremes 2010–present) | Dữ liệu khí hậu của Pégomas (1991–2020 normals, extremes 2010–present) | Dữ liệu khí hậu của Pégomas (1991–2020 normals, extremes 2010–present) | Dữ liệu khí hậu của Pégomas (1991–2020 normals, extremes 2010–present) | Dữ liệu khí hậu của Pégomas (1991–2020 normals, extremes 2010–present) | Dữ liệu khí hậu của Pégomas (1991–2020 normals, extremes 2010–present) | Dữ liệu khí hậu của Pégomas (1991–2020 normals, extremes 2010–present) | Dữ liệu khí hậu của Pégomas (1991–2020 normals, extremes 2010–present) | Dữ liệu khí hậu của Pégomas (1991–2020 normals, extremes 2010–present) | Dữ liệu khí hậu của Pégomas (1991–2020 normals, extremes 2010–present) | Dữ liệu khí hậu của Pégomas (1991–2020 normals, extremes 2010–present) |
| Tháng                                                                  | 1                                                                      | 2                                                                      | 3                                                                      | 4                                                                      | 5                                                                      | 6                                                                      | 7                                                                      | 8                                                                      | 9                                                                      | 10                                                                     | 11                                                                     | 12                                                                     | Năm                                                                    |
| ---------------------------------------------------------------------- | ---------------------------------------------------------------------- | ---------------------------------------------------------------------- | ---------------------------------------------------------------------- | ---------------------------------------------------------------------- | ---------------------------------------------------------------------- | ---------------------------------------------------------------------- | ---------------------------------------------------------------------- | ---------------------------------------------------------------------- | ---------------------------------------------------------------------- | ---------------------------------------------------------------------- | ---------------------------------------------------------------------- | ---------------------------------------------------------------------- | ---------------------------------------------------------------------- |
| Cao kỉ lục °C (°F)                                                     | 23.0 (73.4)                                                            | 22.2 (72.0)                                                            | 28.0 (82.4)                                                            | 27.5 (81.5)                                                            | 32.9 (91.2)                                                            | 38.6 (101.5)                                                           | 40.4 (104.7)                                                           | 38.7 (101.7)                                                           | 35.3 (95.5)                                                            | 30.3 (86.5)                                                            | 24.8 (76.6)                                                            | 20.1 (68.2)                                                            | 40.4 (104.7)                                                           |
| Trung bình ngày tối đa °C (°F)                                         | 13.6 (56.5)                                                            | 13.9 (57.0)                                                            | 16.6 (61.9)                                                            | 19.3 (66.7)                                                            | 22.4 (72.3)                                                            | 27.0 (80.6)                                                            | 30.3 (86.5)                                                            | 30.6 (87.1)                                                            | 27.2 (81.0)                                                            | 22.2 (72.0)                                                            | 17.3 (63.1)                                                            | 14.5 (58.1)                                                            | 21.2 (70.2)                                                            |
| Trung bình ngày °C (°F)                                                | 9.0 (48.2)                                                             | 9.0 (48.2)                                                             | 11.5 (52.7)                                                            | 14.3 (57.7)                                                            | 17.2 (63.0)                                                            | 21.6 (70.9)                                                            | 24.5 (76.1)                                                            | 24.7 (76.5)                                                            | 21.5 (70.7)                                                            | 17.3 (63.1)                                                            | 12.9 (55.2)                                                            | 10.0 (50.0)                                                            | 16.1 (61.0)                                                            |
| Tối thiểu trung bình ngày °C (°F)                                      | 4.4 (39.9)                                                             | 4.2 (39.6)                                                             | 6.4 (43.5)                                                             | 9.3 (48.7)                                                             | 12.0 (53.6)                                                            | 16.2 (61.2)                                                            | 18.8 (65.8)                                                            | 18.8 (65.8)                                                            | 15.8 (60.4)                                                            | 12.4 (54.3)                                                            | 8.5 (47.3)                                                             | 5.4 (41.7)                                                             | 11.0 (51.8)                                                            |
| Thấp kỉ lục °C (°F)                                                    | −4.4 (24.1)                                                            | −4.1 (24.6)                                                            | −1.0 (30.2)                                                            | 1.1 (34.0)                                                             | 5.4 (41.7)                                                             | 9.2 (48.6)                                                             | 12.9 (55.2)                                                            | 13.4 (56.1)                                                            | 8.3 (46.9)                                                             | 2.1 (35.8)                                                             | −3.0 (26.6)                                                            | −2.0 (28.4)                                                            | −4.4 (24.1)                                                            |
| Lượng Giáng thủy trung bình mm (inches)                                | 76.2 (3.00)                                                            | 83.1 (3.27)                                                            | 96.7 (3.81)                                                            | 77.4 (3.05)                                                            | 59.5 (2.34)                                                            | 52.4 (2.06)                                                            | 25.3 (1.00)                                                            | 20.6 (0.81)                                                            | 51.4 (2.02)                                                            | 147.3 (5.80)                                                           | 190.0 (7.48)                                                           | 103.3 (4.07)                                                           | 983.2 (38.71)                                                          |
| Số ngày giáng thủy trung bình (≥ 1.0 mm)                               | 5.6                                                                    | 7.2                                                                    | 6.6                                                                    | 6.1                                                                    | 5.8                                                                    | 3.8                                                                    | 2.3                                                                    | 2.6                                                                    | 4.3                                                                    | 7.1                                                                    | 9.1                                                                    | 5.5                                                                    | 66                                                                     |
| Nguồn: Meteociel                                                       |                                                                        |                                                                        |                                                                        |                                                                        |                                                                        |                                                                        |                                                                        |                                                                        |                                                                        |                                                                        |                                                                        |                                                                        |                                                                        |